# Jēkabpils (novads)
Jēkabpils (łot.: Jēkabpils novads) – jeden z łotewskich novadsów, funkcjonujący od 2021.
W skład novadsu wchodzą: 
- miasta: Aknīste, Jēkabpils, Viesīte
- pagastsy: Ābeļi, Aknīste, Asare, Atašiene, Dignāja, Dunava, Elkšņi, Gārsene, Kalna, Krustpils, Kūkas, Leimaņi, Mežāre, Rite, Rubeņi, Sala, Sauka, Sēlpils, Varieši, Viesīte, Vīpe, Zasa

## Historia
Novads powstało podczas reformy administracyjnej w 2021, z połączenia dotychczasowych novadsów: Aknīste, Jēkabpils, Krustpils, Sala, Viesīte i miasta wydzielonego Jēkabpils.